# Piacenza Football Club 1971-1972
Questa voce raccoglie le informazioni riguardanti il Piacenza Football Club nelle competizioni ufficiali della stagione 1971-1972.

## Stagione
Nella stagione 1971-1972 il Piacenza disputa il girone A del campionato di Serie C. Con 34 punti ottiene il quattordicesimo posto in classifica. Il torneo è stato vinto dal Lecco con 51 punti che sale in Serie B, seconda l'Alessandria con 47 punti e terza l'Udinese con 46 punti. Scendono in Serie D il Treviso con 32 punti, l'Imperia e la Pro Patria con 27 punti.
Al timone della squadra biancorossa ritorna Tino Molina, mentre danno l'addio due bandiere piacentine come Sergio Robbiati e Sergio Montanari. Tra gli arrivi del mercato estivo spiccano due giocatori dai trascorsi in Serie A, come Graziano Landoni e Giancarlo Cella che ritorna a Piacenza dopo una brillante carriera. Nel campionato si parte con il piede sbagliato e quindi a novembre nel mercato di riparazione la squadra viene rivoluzionata, vanno via Graziano Landoni, Paolo Franzoni e Tiziano Stevan, mentre arrivano i centrocampisti Enrico Burlando dal Pisa e Renato Damonti dal Brescia. Si riprende il torneo, ma la musica non cambia, a gennaio lascia l'allenatore Tino Molina sostituito nel doppio ruolo di giocatore e di allenatore da Caje Cella. Il nuovo tecnico riesce nel compito di rivitalizzare l'ambiente, ed a raggiungere ancora una sofferta salvezza.

## Rosa
| N. |                   | Ruolo | Calciatore        |
| -- | ----------------- | ----- | ----------------- |
|    | Italia (bandiera) | A     | Giorgio Ardemagni |
|    | Italia (bandiera) | D     | Fausto Bersani    |
|    | Italia (bandiera) | C     | Sergio Bosani     |
|    | Italia (bandiera) | C     | Enrico Burlando   |
|    | Italia (bandiera) | D     | Giancarlo Cella   |
|    | Italia (bandiera) | D     | Franco Cornaro    |
|    | Italia (bandiera) | C     | Renato Damonti    |
|    | Italia (bandiera) | A     | Carlo De Bernardi |
|    | Italia (bandiera) | P     | Fulvio Fantoni    |
|    | Italia (bandiera) | A     | Emilio Ferranti   |
|    | Italia (bandiera) | D     | Rutilio Filipponi |
|    | Italia (bandiera) | P     | Pietro Fioravanti |
|    | Italia (bandiera) | A     | Paolo Franzoni    |

| N. |                   | Ruolo | Calciatore         |
| -- | ----------------- | ----- | ------------------ |
|    | Italia (bandiera) | D     | Mario Grechi       |
|    | Italia (bandiera) | D     | Renzo Groppello    |
|    | Italia (bandiera) | C     | Michele Illiano    |
|    | Italia (bandiera) | C     | Graziano Landoni   |
|    | Italia (bandiera) | P     | Stefano Lazzara    |
|    | Italia (bandiera) | C     | Ernesto Meraviglia |
|    | Italia (bandiera) | C     | Edgardo Pacchioni  |
|    | Italia (bandiera) | A     | Pierfranco Pancera |
|    | Italia (bandiera) | D     | Oscar Righetti     |
|    | Italia (bandiera) | D     | Felice Secondini   |
|    | Italia (bandiera) | A     | Tiziano Stevan     |
|    | Italia (bandiera) | C     | Raffaele Thiella   |

## Risultati

### Serie C girone A

#### Girone di andata
| Arbitro: | Scolari (Verona) |

|                   |           |               |
| Stevan 39’ (rig.) | Marcatori | 64’ Nomirelli |

| Arbitro: | Clerico (Chiavari) |

|                    |           |  |
| Mazzoleni 22’, 74’ | Marcatori |  |

| Arbitro: | Menicucci (Firenze) |

|              |           |                       |
| Ferranti 52’ | Marcatori | 60’ (aut.) Fioravanti |

| Venezia 3 ottobre 1971 4ª giornata | Venezia                     | 0 – 0 | Piacenza | Stadio Pierluigi Penzo\| Arbitro: \| Esposito (Torre Annunziata) \| |
| Arbitro:                           | Esposito (Torre Annunziata) |       |          |                                                                     |

| Arbitro: | Ciulli (Roma) |

|                           |           |              |
| Cantoni 62’ Guarnieri 77’ | Marcatori | 84’ Franzoni |

| Arbitro: | Borghesi (Forlì) |

|                  |           |  |
| Cella 68’ (rig.) | Marcatori |  |

| Arbitro: | Lops (Torino) |

|              |           |           |
| Franzoni 58’ | Marcatori | 89’ Grion |

| Arbitro: | Baldoni (Ancona) |

|                                 |           |            |
| Modonese 20’, 60’ Collavini 23’ | Marcatori | 87’ Stevan |

| Arbitro: | Abati (Livorno) |

|            |           |                   |
| Bosani 46’ | Marcatori | 76’ (rig.) Baveni |

| Arbitro: | Fiorenza (Torre Annunziata) |

|  |           |               |
|  | Marcatori | 85’ Ardemagni |

| Arbitro: | Medeghini (Brescia) |

|                                  |           |  |
| De Bernardi 51’ Cella 82’ (rig.) | Marcatori |  |

| Arbitro: | Menicucci (Firenze) |

|                       |           |  |
| Chinellato 43’ (rig.) | Marcatori |  |

| Arbitro: | Testuzza (Genova) |

|                                |           |                        |
| Ardemagni 12’ Soldo 90’ (aut.) | Marcatori | 30’ Onofri 48’ Bisacco |

| Treviso 12 dicembre 1971 14ª giornata | Treviso           | 0 – 0 | Piacenza | Stadio Omobono Tenni\| Arbitro: \| De Fazio (Torino) \| |
| Arbitro:                              | De Fazio (Torino) |       |          |                                                         |

| Arbitro: | Barboni (Firenze) |

|               |           |                 |
| Invernici 29’ | Marcatori | 30’ De Bernardi |

| Arbitro: | Celli (Trieste) |

|  |           |             |
|  | Marcatori | 26’ Vanzini |

| Verbania 9 gennaio 1972 17ª giornata | Verbania                    | 0 – 0 | Piacenza | Stadio Carlo Pedroli\| Arbitro: \| Esposito (Torre Annunziata) \| |
| Arbitro:                             | Esposito (Torre Annunziata) |       |          |                                                                   |

| Arbitro: | F. Lattanzi (Macerata) |

|                 |           |                  |
| De Bernardi 87’ | Marcatori | 15’ (rig.) Fazzi |

| Arbitro: | Del Fiandra (Massa) |

|                         |           |                  |
| Pisano 71’ Giordano 75’ | Marcatori | 40’ (aut.) Sassu |

#### Girone di ritorno
| Arbitro: | Chiozza (Genova) |

|                                            |           |                          |
| Cornaro 8’ (aut.) Mongitore 49’ Bodina 90’ | Marcatori | 20’ Thiella 73’ Burlando |

| Arbitro: | Albertini (Torino) |

|                     |           |  |
| Burlando 83’ (rig.) | Marcatori |  |

| Udine 13 febbraio 1972 22ª giornata | Udinese           | 0 – 0 | Piacenza | Stadio Moretti\| Arbitro: \| Andreoli (Padova) \| |
| Arbitro:                            | Andreoli (Padova) |       |          |                                                   |

| Piacenza 27 febbraio 1972 23ª giornata | Piacenza               | 0 – 0 | Venezia | Stadio Galleana\| Arbitro: \| Martinelli (Catanzaro) \| |
| Arbitro:                               | Martinelli (Catanzaro) |       |         |                                                         |

| Arbitro: | Vannucchi (Bologna) |

|  |           |                          |
|  | Marcatori | 70’ Donina 90’ Guarnieri |

| Arbitro: | Turiano (Reggio Calabria) |

|  |           |              |
|  | Marcatori | 11’ Burlando |

| Arbitro: | Governa (Alessandria) |

|                             |           |                             |
| Inferrera 1’, 31’ Zardo 26’ | Marcatori | 30’ Cornaro 81’ De Bernardi |

| Arbitro: | Vaccaro (Torino) |

|            |           |                    |
| Bosani 25’ | Marcatori | 16’ (rig.) Boscolo |

| Arbitro: | Marti (Napoli) |

|                                       |           |                 |
| Meneghetti 8’ Baveni 27’ Milanesi 42’ | Marcatori | 90’ De Bernardi |

| Arbitro: | Schena (Foggia) |

|                                        |           |                      |
| Ardemagni 11’ Damonti 61’ Righetti 65’ | Marcatori | 89’ (rig.) Marcolini |

| Busto Arsizio 23 aprile 1972 30ª giornata | Pro Patria    | 0 – 0 | Piacenza | Stadio Comunale\| Arbitro: \| Ciulli (Roma) \| |
| Arbitro:                                  | Ciulli (Roma) |       |          |                                                |

| Arbitro: | Lenardon (Siena) |

|  |           |            |
|  | Marcatori | 87’ Jaconi |

| Arbitro: | Barboni (Firenze) |

|            |           |  |
| Onofri 63’ | Marcatori |  |

| Arbitro: | Lupi (Genova) |

|             |           |            |
| Damonti 84’ | Marcatori | 89’ Sirena |

| Arbitro: | Pesciarelli (Roma) |

|                |           |  |
| Meraviglia 14’ | Marcatori |  |

| Alessandria 28 maggio 1972 35ª giornata | Alessandria       | 0 – 0 | Piacenza | Stadio Giuseppe Moccagatta\| Arbitro: \| Laurenti (Padova) \| |
| Arbitro:                                | Laurenti (Padova) |       |          |                                                               |

| Arbitro: | Monforte (Palermo) |

|              |           |  |
| Righetti 30’ | Marcatori |  |

| Arbitro: | Fuschi (Pescara) |

|                  |           |  |
| Cella 81’ (aut.) | Marcatori |  |

| Arbitro: | Gialluisi (Barletta) |

|                    |           |  |
| Meraviglia 3’, 41’ | Marcatori |  |